# Djebel Orbata
El Djebel Orbata (àrab: جبل عرباطة, Jabal ʿUrbāṭa) és una serralada muntanyosa situada a l'est de la ciutat de Gafsa, a la governació de Gafsa, a Tunísia. El punt culminant n'és el Djebel Orbata, de 1.165 metres. Les muntanyes s'estenen al nord-est de Guettar, allà on acaba l'oasi de Gafsa. La serralada continua a l'est, cap al Djebel Bayades i del Djebel Bou Hedma. La secció principal ocupa uns 25 km d'oest a est. El Djebel Bayades s'orienta de sud a nord, i el Bou Hedma també d'oest a est. Cap al sud-oest, hi ha el massís de Bu Ramli.
La zona del Djebel Orbata és actualment una reserva d'animals establerta el 1967, i fou declarada parc nacional l'any 2010 amb una superfície 5746 hectàrees. La superfície n'és de 227 hetàrees. La pluja és de 150 mm³/any i la vegetació es compon principalment de les espècies Retama retama, Periploca laevigata, Cincrus cilarnus, Ziziphus lotus, Thymelea hirsuta, Thymelea microphila, Atriplex halimus, Astragalus harmatus, Artrophitum sps. i Diplotaxis sps.; unes 90 hectàrees estan cobertes per eucaliptus i 10 estan reservades a reforestació. Les principals espècies animals del parc són Gazella dorcas (200 exemplars), Ammotragus lervia (6 exemplars), Dama dama (6 exemplars), Struthio camelus camelus (83 exemplars), Numidia meleagris (15 exemplars) i galls dindi (37 exemplars). Aquestes espècies s'alimenten de la vegetació natural i algun complement subministrat per les autoritats.
El Djebel Bou Hedma, situat al costat, ja és un dels parcs nacionals de Tunísia.